# Agrilus albomarginatus
Agrilus albomarginatus é uma espécie de inseto do género Agrilus, família Buprestidae, ordem Coleoptera.
Foi descrita cientificamente por Fiori, 1906.